# Aleksiej Jepiszew
Aleksiej Aleksandrowicz Jepiszew (ros. Алексе́й Алексе́евич Е́пишев, ur. 6 maja?/19 maja 1908 w Astrachaniu, zm. 15 września 1985 w Moskwie) – radziecki polityk i wojskowy, generał armii, szef Głównego Zarządu Politycznego Armii Radzieckiej i Marynarki Wojennej (1962–1985), Bohater Związku Radzieckiego (1978).

## Życiorys
W latach 1921–1923 słuchacz fabrycznej szkoły zawodowej, a 1927–1928 gubernialnych kursów przygotowawczych dla robotników komsomolskich. Od lutego do sierpnia 1928 instruktor rejonowego komitetu Komsomołu w Astrachaniu, od 1929 członek WKP(b) i instruktor rejonowego komitetu partyjnego w Astrachaniu. Od października 1930 służył w Armii Czerwonej, w latach 1933–1935 studiował w Wojskowej Akademii Mechanizacji i Motoryzacji im. Stalina. Od maja 1938 do marca 1940 partyjny organizator KC WKP(b) w fabryce im. Komsomołu w Charkowie i równocześnie I sekretarz Kominternowskiego Rejonowego Komitetu Komunistycznej Partii (bolszewików) Ukrainy w Charkowie. Od 18 czerwca 1938 do 23 września 1952 członek KC KP(b)U, od 20 marca 1940 do 1943 I sekretarz Komitetu Obwodowego KP(b)U w Charkowie, od 17 maja 1940 do 25 stycznia 1949 członek Biura Organizacyjnego KC KP(b)U. 
Od lipca 1941 pełnomocnik Państwowego Komitetu Obrony ZSRR w fabryce nr 265 w Charkowie, od listopada 1942 do stycznia 1943 organizator odpowiedzialny Zarządu Kadr KC WKP(b), od lutego do maja 1943 sekretarz Komitetu Obwodowego KP(b)U w Charkowie. Od 26 maja do 2 listopada 1943 członek Rady Wojennej 40 Armii Frontu Woroneskiego w stopniu generała majora, od 2 listopada 1943 do 11 maja 1945 członek Rady Wojennej 38 Armii 1 i 4 Frontu Ukraińskiego, od maja 1945 do sierpnia 1946 członek Rady Wojennej 38 Armii. Od 10 lipca 1946 do 25 stycznia 1949 sekretarz KC KP(b)U ds. kadr. Od grudnia 1948 do stycznia 1950 słuchacz kursów przy KC WKP(b), od 9 stycznia 1950 do września 1951 I sekretarz Komitetu Obwodowego KP(b)U w Odessie, od 26 sierpnia 1951 do 11 marca 1953 zastępca ministra bezpieczeństwa państwowego ZSRR ds. kadr. Od 14 października 1952 do 14 listopada 1964 zastępca członka KC KPZR, od marca 1953 do sierpnia 1955 I sekretarz Komitetu Obwodowego Komunistycznej Partii Ukrainy w Odessie, od 26 sierpnia 1954 do 21 stycznia 1956 członek KC KPU. 
Od 14 sierpnia 1955 do 27 listopada 1960 ambasador nadzwyczajny i pełnomocny ZSRR w Rumunii, następnie do 27 czerwca 1962 w Jugosławii. Od 11 maja 1962 do 5 lipca 1985 szef Głównego Zarządu Politycznego Radzieckiej Armii i Floty i członek Rady Obrony ZSRR w stopniu generała armii, od 10 czerwca 1962 do 5 lipca 1985 członek Głównej Rady Wojskowej. Od 16 listopada 1964 do 17 lipca 1985 członek KC KPZR, od 4 sierpnia 1965 do maja 1966 członek Komisji Ideologicznej przy KC KPZR, od lipca 1985 do śmierci generalny Grupy Generalnych Inspektorów Ministerstwa Obrony ZSRR. 
Pochowany na Cmentarzu Nowodziewiczym.

## Odznaczenia i nagrody
- Złota Gwiazda Bohatera ZSRR (21 lutego 1978)
- Order Lenina (czterokrotnie)
- Order Rewolucji Październikowej (4 maja 1972)
- Order Czerwonego Sztandaru (czterokrotnie)
- Order Bohdana Chmielnickiego (ZSRR) I klasy (25 sierpnia 1944)
- Order Wojny Ojczyźnianej I klasy (dwukrotnie - 29 maja 1944 i 11 marca 1985)
- Order Czerwonego Sztandaru Pracy (17 maja 1958)
- Order Czerwonej Gwiazdy (trzykrotnie)
- Order „Za służbę Ojczyźnie w Siłach Zbrojnych ZSRR” III klasy
- Medal „Za zasługi bojowe”
- Medal jubileuszowy „W upamiętnieniu 100-lecia urodzin Władimira Iljicza Lenina”
- Medal „Za wyróżnienie w ochronie granic państwowych ZSRR”
- Medal „Za obronę Stalingradu”
- Medal „Za obronę Kijowa”
- Medal „Za zwycięstwo nad Niemcami w Wielkiej Wojnie Ojczyźnianej 1941–1945”
- Medal jubileuszowy „Dwudziestolecia zwycięstwa w Wielkiej Wojnie Ojczyźnianej 1941–1945”
- Medal jubileuszowy „Trzydziestolecia zwycięstwa w Wielkiej Wojnie Ojczyźnianej 1941–1945”
- Medal jubileuszowy „Czterdziestolecia zwycięstwa w Wielkiej Wojnie Ojczyźnianej 1941–1945”
- Medal „Za wyzwolenie Pragi”
- Medal „Za ofiarną pracę w Wielkiej Wojnie Ojczyźnianej 1941–1945”
- Medal „Weteran Sił Zbrojnych ZSRR”
- Medal „Za umacnianie braterstwa broni”
- Medal „Za rozwój dziewiczych ziem”
- Medal jubileuszowy „50 lat Sił Zbrojnych ZSRR”
- Medal jubileuszowy „60 lat Sił Zbrojnych ZSRR”
- Medal „W upamiętnieniu 1500-lecia Kijowa”
- Medal „Za nienaganną służbę” I klasy
- Nagroda Leninowska
- Order Suche Batora (dwukrotnie, Mongolska Republika Ludowa)
- Medal 40-lecia Zwycięstwa nad Chałchin-Goł
- Medal 40-lecia Mongolskiej Republiki Ludowej
- Medal 50-lecia Mongolskiej Armii Ludowej
- Medal 50-lecia Mongolskiej Republiki Ludowej
- Medal 60-lecia Mongolskiej Armii Ludowej
- Medal 60-lecia Mongolskiej Republiki Ludowej
- Order Lwa Białego I klasy (Czechosłowacka Republika Socjalistyczna
- Order Klementa Gottwalda Czechosłowacka Republika Socjalistyczna - dwukrotnie, 1969 i 1984)
- Krzyż Komandorski z Gwiazdą Orderu Odrodzenia Polski (Polska Rzeczpospolita Ludowa, 1968)[2]
- Order Krzyża Grunwaldu II klasy (Polska Rzeczpospolita Ludowa)
- Order Ludowej Republiki Bułgarii (dwukrotnie)
- Medal 100-lecia wyzwolenia Bułgarii od osmańskiej okupacji
- Order Flagi Jugosławii z Gwiazdą
- Order Flagi Węgierskiej Republiki Ludowej z diamentami
- Krzyż Wojenny Czechosłowacki 1939